# カルタゴ滅ぶべし

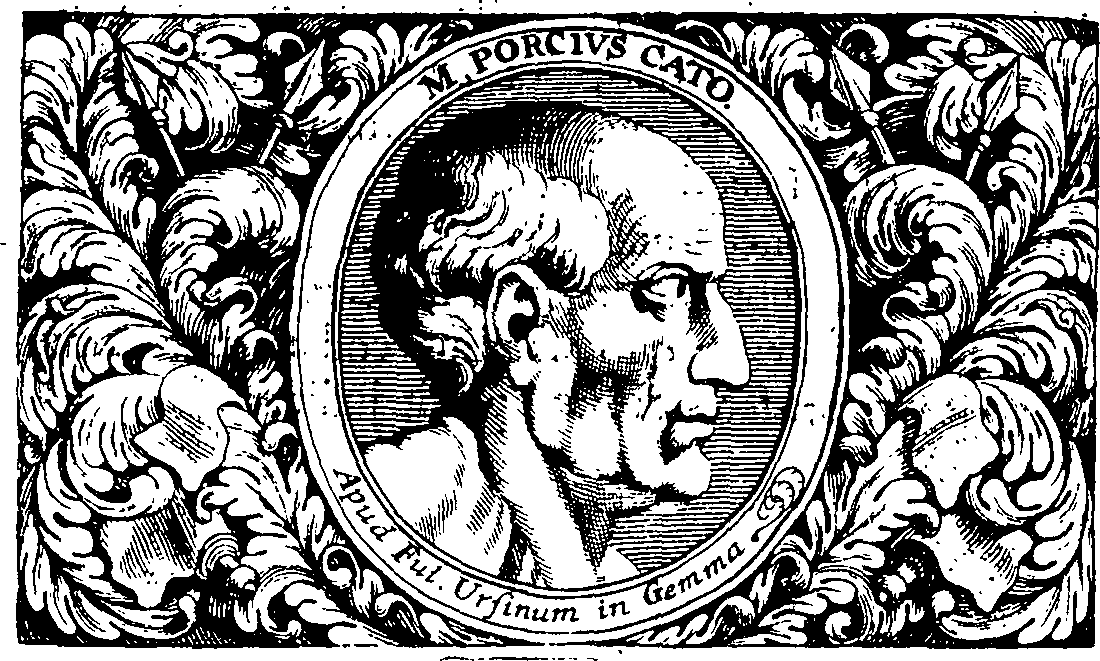
1708年に描かれた大カトー

「カルタゴ滅ぶべし」（カルタゴほろぶべし、ラテン語:  Carthāgō  dēlenda est（カルターゴー・デーレンダ・エスト））、または「カルタゴは滅ぶべきであると考える」（ラテン語:  Cēnseō Carthāginem esse dēlendam（ケーンセオー・カルターギネム・エスセ・デーレンダム））は、ラテン語の言い回しであり、ポエニ戦争を戦ったカルタゴ（Carthāgō）に対して共和政ローマのマールクス・ポルキウス・カトー・ケーンソーリウス（大カトー）が演説の最後に言ったとされる言葉であるが、古代の史料にはっきりとそう書かれている訳ではない。

## 起源
カルタゴへの憤怒と、子孫への憂慮から、

大カトーは元老院の議会のたびに、

カルタゴは滅ぼされるべきだと（Carthāginem dēlendam）叫んでいた。

そんなある日、彼は議場にカルタゴの特産であるイチジクを持ってきた。

「皆に尋ねるが、これはいつ採れたものだと思うかね？」
大プリニウス『博物誌』7.20.74

これと似た表現は、キケロー『大カトー・老年について』に見られるものが最古であろうと思われる。いかにも彼の言いそうなことではあるが、「滅ぼすもの（dēlēre）」とは書かれていない。「滅ぼす」はコルネリウス・ネポスや、散逸したティトゥス・リウィウス『ローマ建国史』の梗概、ウェッレイウス・パテルクルス『ローマ世界の歴史』で使われ始め、上記の大プリニウスの表現が最も近くなる。
プルタルコスの『対比列伝』「大カトー」でも上記のイチジクのエピソードは出てくるが、大カトーは「私が思うに、カルタゴも耐える（もしくは免れる）べきだ」と言っており、それに対してスキピオ・ナシカ・コルクルムが反論するというもので、ある程度の脚色が窺える。その後のフロルスや2世紀のアッピアノスらも似たようなことを書いており、4世紀のアウレリウス・ウィクトルに至って、「Catō Carthāginem dēlendam cēnsuit.（カトーはカルタゴは滅ぼされるべきであると述べた）」の表現が見られることから、帝政ローマ期の白銀時代にこの形に定まったのではないかと考えられ、近年でも主戦論者によって唱えられている。

## 背景
カルタゴは、北アフリカ（現チュニジア）に位置するフェニキア人の都市国家であり、また海洋国家であった。ローマは、第一次、第二次ポエニ戦争においてカルタゴに勝利したが、ハンニバルのアルプス越えを許し、幾度も苦しめられた。紀元前216年のカンナエの戦いがその最たる例である。
第三次ポエニ戦争（紀元前146年）に勝利したローマは、カルタゴをすべて破壊し尽くし、生き残った住民を奴隷として売り飛ばしたとも言われる。更にカルタゴが再興することのないよう、跡地に塩を撒いたとも言われるが、これは後世の創作だと考えられている。